# Apethorpe
Apethorpe – wieś w Anglii, w hrabstwie Northamptonshire, w dystrykcie (unitary authority) North Northamptonshire. Leży 45 km na północny wschód od miasta Northampton i 119 km na północ od Londynu. Miejscowość liczy 133 mieszkańców.